# Minna Kauppi
Minna Kauppi (née le 25 novembre 1982 à Asikkala) est une orienteuse finlandaise ayant été neuf fois championne du monde dans les différentes épreuves de sa discipline. 

## Biographie
En 2011, Minna Kauppi est nommée "Personnalité sportive de l’année" en Finlande. Kauppi annonce en 2015, à 32 ans, qu’elle se retire des compétitions Elite d’orientation.

## Palmarès

### Championnats du monde[3]
- 2004 : 2e du relais

- 2005 : 3ede l’épreuve moyenne distance
- 2006 : 1re du relais
- 2007 : 
  - 1re du relais
  - 1re de l’épreuve longue distance
  - 2e du sprint
- 2008 : 
  - 1re du relais
  - 1re de l’épreuve moyenne distance
  - 2e du sprint
- 2009 :
  - 3e du relais
  - 3e de l’épreuve longue distance
- 2010 :
  - 1re du relais
  - 1re de l’épreuve longue distance
- 2011 : 1re du relais
- 2012 : 
  - 1re de l’épreuve moyenne distance
  - 2e de l’épreuve longue distance
- 2013 : 
  - 2e du relais
  - 3e de l’épreuve longue distance[4]